# Omaguacua
Omaguacua là một chi bướm đêm thuộc họ Geometridae.